# Andrey Paliy
Andrei Nikolayevich Paliy (em russo: Андре́й Никола́евич Па́лий; 13 de fevereiro de 1971 – 20 de março de 2022) foi um militar naval russo que serviu como vice-comandante da Frota do Mar Negro. Ele foi morto em combate na Batalha de Mariupol durante a invasão da Ucrânia pela Rússia.

## Biografia
Paliy nasceu em Kiev em 13 de fevereiro de 1971. Em 1993, ele optou por não fazer parte das Forças Armadas da Ucrânia e ingressou na Frota do Norte russa.
Ele serviu no cruzador de batalha Pyotr Velikiy.
Paliy também esteve envolvido na Guerra Russo-Georgiana e na intervenção russa na Síria, de acordo com fontes de mídia russas.
Após a anexação da Crimeia pela Rússia, Paliy trabalhou na academia naval russa em Sebastopol.
Ele alcançou a patente de Capitão de 1.ª classe e atuou como vice-comandante da Frota do Mar Negro. Segundo o Kommersant, ele se tornou vice-comandante em 2019.
Ele foi morto em combate em 20 de março de 2022 na Batalha de Mariupol durante a invasão da Ucrânia pela Rússia. Um funeral foi realizado em Sebastopol em 23 de março.